# Yasmani Acosta
Yasmani Acosta Fernández (Jagüey Grande, 16 de julho de 1988) é um lutador de estilo greco-romana chileno.
Enquanto representava Cuba, Acosta foi campeão pan-americano de 2011 e conquistou o bronze na edição de 2015 realizada em Santiago, onde desertou da seleção cubana e permaneceu no Chile. Desde que começou a competir pelo Chile em 2017, ele ganhou medalhas de ouro no Campeonato Pan-Americano de Luta Livre de 2024, nos Jogos Sul-Americanos de 2018 e 2022 e nos Jogos Bolivarianos de 2022. Ele ostenta uma medalha de prata nos Jogos Olímpicos de 2024 e no Campeonato Pan-Americano de Luta Livre de 2017. Ele também ganhou medalhas de bronze no Campeonato Mundial de 2017 e nos Jogos Pan-Americanos de 2019 e 2023. Ele terminou em quinto lugar nas Olimpíadas de Verão de 2020.

## Carreira
Acosta começou a lutar em Cuba quando tinha 10 anos. Enquanto representava Cuba, ele ganhou várias medalhas em competições sul-americanas, como o Campeonato Pan-Americano e o Cerro Pelado Internacional. Depois de competir no Campeonato Pan-Americano de 2015 em Santiago, Chile, Acosta nunca mais voltou a Cuba, afirmando que, como o tricampeão olímpico Mijaín López sempre foi o lutador que representou Cuba nos maiores torneios em sua categoria de peso, ele teria mais oportunidades se representasse o Chile. No entanto, Acosta não pôde representar o Chile, pois não tinha a permissão de Cuba. Como resultado, Acosta trabalhou como segurança por dois anos sem treinamento de qualquer tipo enquanto tentava obter permissão. Quando obteve consentimento em 2017, ele começou a competir internacionalmente novamente, residindo no Centro Olímpico Chileno.
Ele viu resultados rapidamente durante seu primeiro ano competindo oficialmente pelo Chile, ganhando uma medalha de prata no Campeonato Pan-Americano e uma medalha de bronze no Campeonato Mundial. Em 2018, Acosta recebeu a cidadania chilena. Durante o ano, ele ganhou uma medalha de bronze no Campeonato Pan-Americano, uma medalha de ouro nos Jogos Sul-Americanos e ficou em oitavo lugar no Campeonato Mundial. Em 2019, ele ganhou um bronze no Campeonato Pan-Americano e competiu em vários Grand Prix pela Europa. Em 2020, ele venceu o Torneio de Qualificação Olímpica de Luta Livre Pan-Americana e conquistou uma vaga nas Olimpíadas de Verão de 2020. Ele competiu no evento masculino de 130 kg.
Ele ganhou uma das medalhas de bronze em seu evento no Campeonato Pan-Americano de Luta Livre de 2022, realizado em Acapulco, México. Ele ganhou a medalha de ouro em seu evento nos Jogos Bolivarianos de 2022, realizados em Valledupar, Colômbia. Ele competiu no evento de 130 kg no Campeonato Mundial de Luta Livre de 2022, realizado em Belgrado, Sérvia. Ele ganhou a medalha de ouro em seu evento nos Jogos Sul-Americanos de 2022, realizados em Assunção, Paraguai.
Ele ganhou a medalha de ouro em seu evento no Campeonato Pan-Americano de Luta Livre de 2024, realizado em Acapulco, México. Poucos dias depois, no Torneio de Qualificação Olímpica de Luta Livre Pan-Americana realizado em Acapulco, México, ele ganhou uma vaga para o Chile para as Olimpíadas de Verão de 2024, realizadas em Paris, França. Nos Jogos Olímpicos de 2024, ele ganhou uma medalha de prata na final greco-romana de 130 kg, onde enfrentou o cubano Mijaín López.